# Ангел в горах
«Ангел в горах» (чеш. Anděl na horách) — чехословацкая комедия 1955 года режиссёра Борживого Земана. Продолжение фильма «Ангел в отпуске».
Наряду с приквелом это одна из самых популярных комедий в Чехословакии и затем в Чехии, герой фильма Густав Ангел в исполнении актёра Ярослава Марвана в 2000 году по опросу чешского тележурнала «TV Plus» получил титул «Улыбка тысячелетия» как самый популярный персонаж чешского комедийного фильма. В своё время фильм, как и его приквел, с успехом шёл в кинопрокате СССР.

Артист Ярослав Марван снова порадует зрителей своим обаянием, талантливой игрой, полной чудесного чешского юмора. Действие этой картины опять проходит в доме отдыха, куда приезжает Ангел, только уже зимой, а не летом, как в известной картине «Ангел в отпуске».— журнал «Искусство кино», 1956 год

## Сюжет
После летних каникул, которые удивительным образом исправили вечно сварливого кондуктора пражского трамвая Густава Ангела, мы встречаем его на этот раз как главу семьи, который беспокоится о своем взрослом сыне Миреке, который готовится жениться. Заботливый отец решает досконально изучить будущую невестку, с которой ещё не знаком. И пользуется уникальной возможностью — путёвкой на зимний отдых в Высоких Татрах, который также получила невеста сына Вера Матушкова. Таким образом, он может тайно понаблюдать за поведением избранницы сына. Проблема в том, что он её путает с её подругой с таким же именем — Верой Новотной. И мало того, что та ведёт себя капризно, но с ней еще и её парень, и она в целом с несколько свободными нравами, и Ангел невольно наблюдает, как предполагаемая невеста сына позволяет ухажерам крутитья вокруг себя, и ведет себя фривольным образом. Тайные наблюдения приносят Ангелу массу неприятных переживаний, ведь ему гораздо больше нравится её скромная подруга Вера Матушкова. Кроме того, ненавязчивая слежка причиняет Ангелу ряд неожиданных неудобств и ставит в различные щекотливые ситуации. И не только его, но и его друга, знакомого по прежнему летнему отдыху Богуша Выхидку, с которым он снова встречается уже на зимнем отдыхе. Но на этот раз Выхидка на отдыхе вместе со своей женой Манечкой, которой совсем не нравится в какие тайные дела вместо отдыха впутывает её мужа этот странный друг Густав Ангел. Но во время поездки на горный пик Ломницкий недоразумение выясняется, Ангел, который до сих пор был огорчен поведением своей будущей невестки, счастлив, ведь Вера идеально подходит для его сына.

## В ролях
- Ярослав Марван — Густав Ангел
- Милада Желенская — Элишка, жена Густава Ангела
- Ярослав Мареш — Мирек, сын Ангелов
- Йозеф Кемр — Богуш Выхидка
- Стелла Зазворкова — Манечка, жена Выхидки
- Милена Дворска — Вера Матушкова, возлюбленная Мирека
- Власта Фабианова — Матушкова, мать Веры
- Кароль Махата — Зденек Соукуп
- Елена Лубалова — Вера Новотна, возлюбленная Зденека
- Рудольф Дейл-младший — Пулечек, организатор отдыха
- Франтишек Филиповский — Мейзлик, сотрудник службы отдыха
- Мария Хайкова — Колесарова, отдыхающая
- Теодор Пиштек — председатель заводского совета транспортной компании
- Ярослав Розивал — администратор коттеджа на Ломницком штите
- Стелла Мэй — секретарь заводского совета